# جوشوا بيتس
جوشوا بيتس (بالإنجليزية: Joshua Bates)‏ هو مصرفي أمريكي، ولد في 1788 في ويماوث في الولايات المتحدة، وتوفي في 1864.

## معرض صور

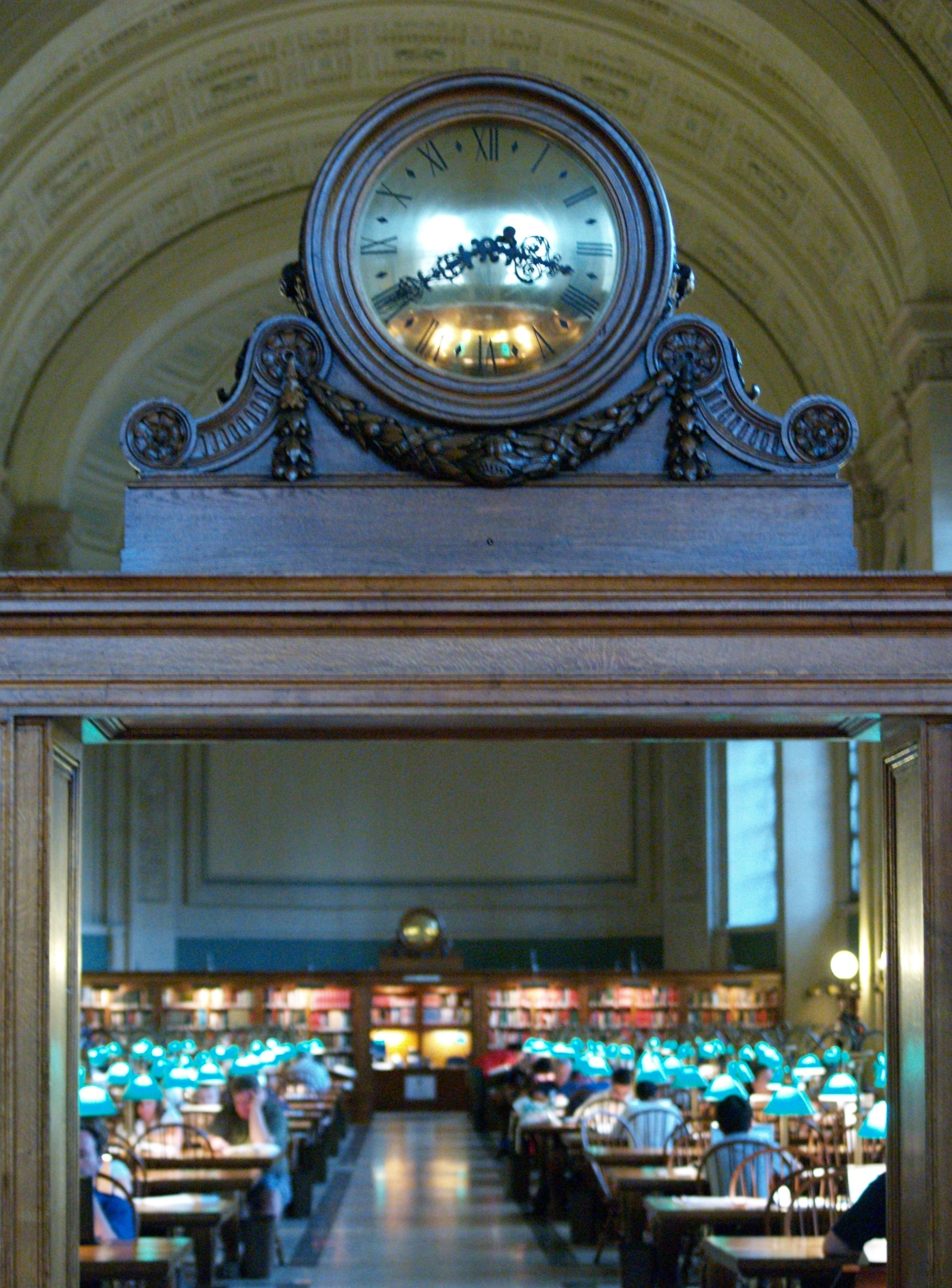
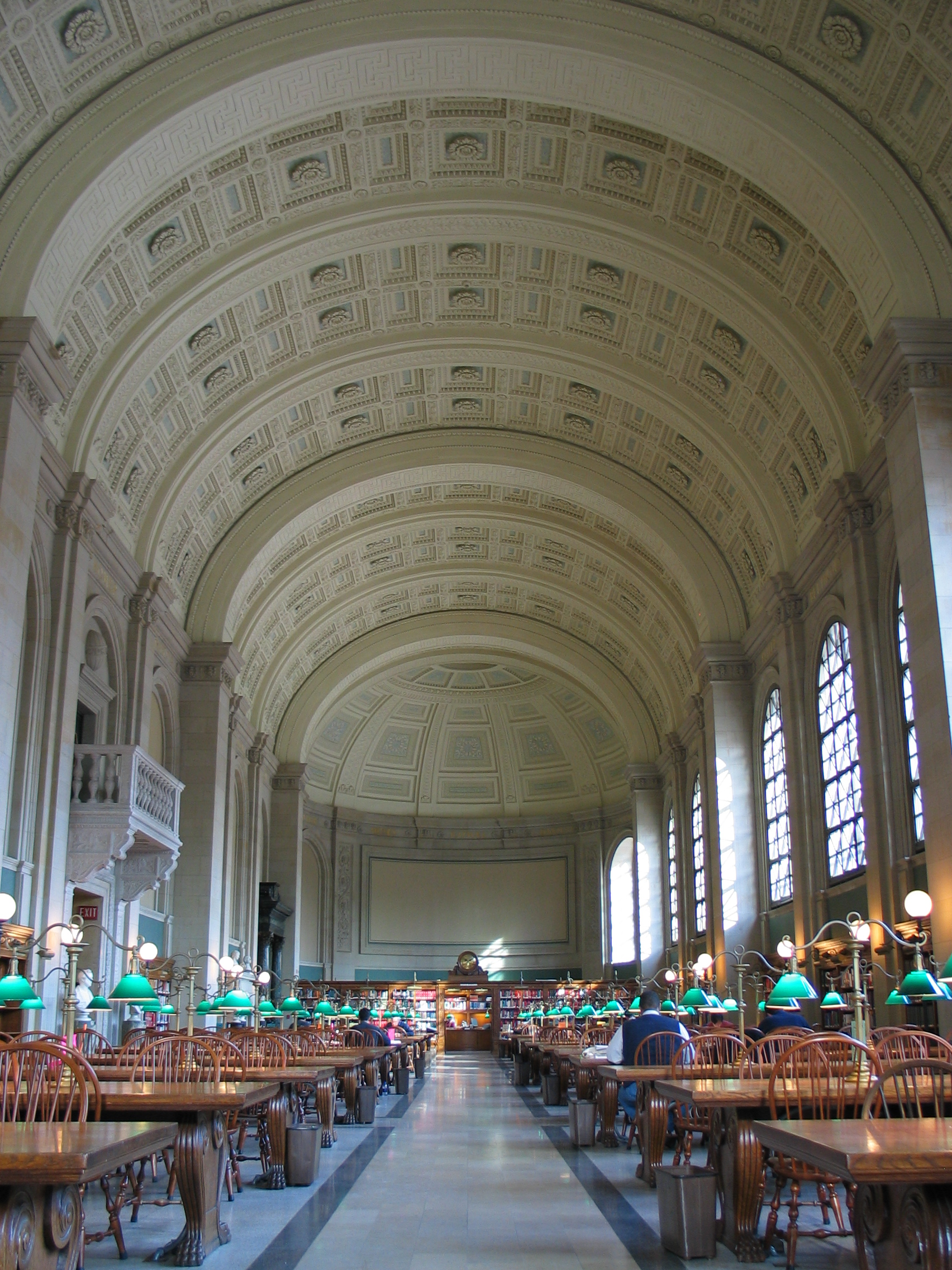
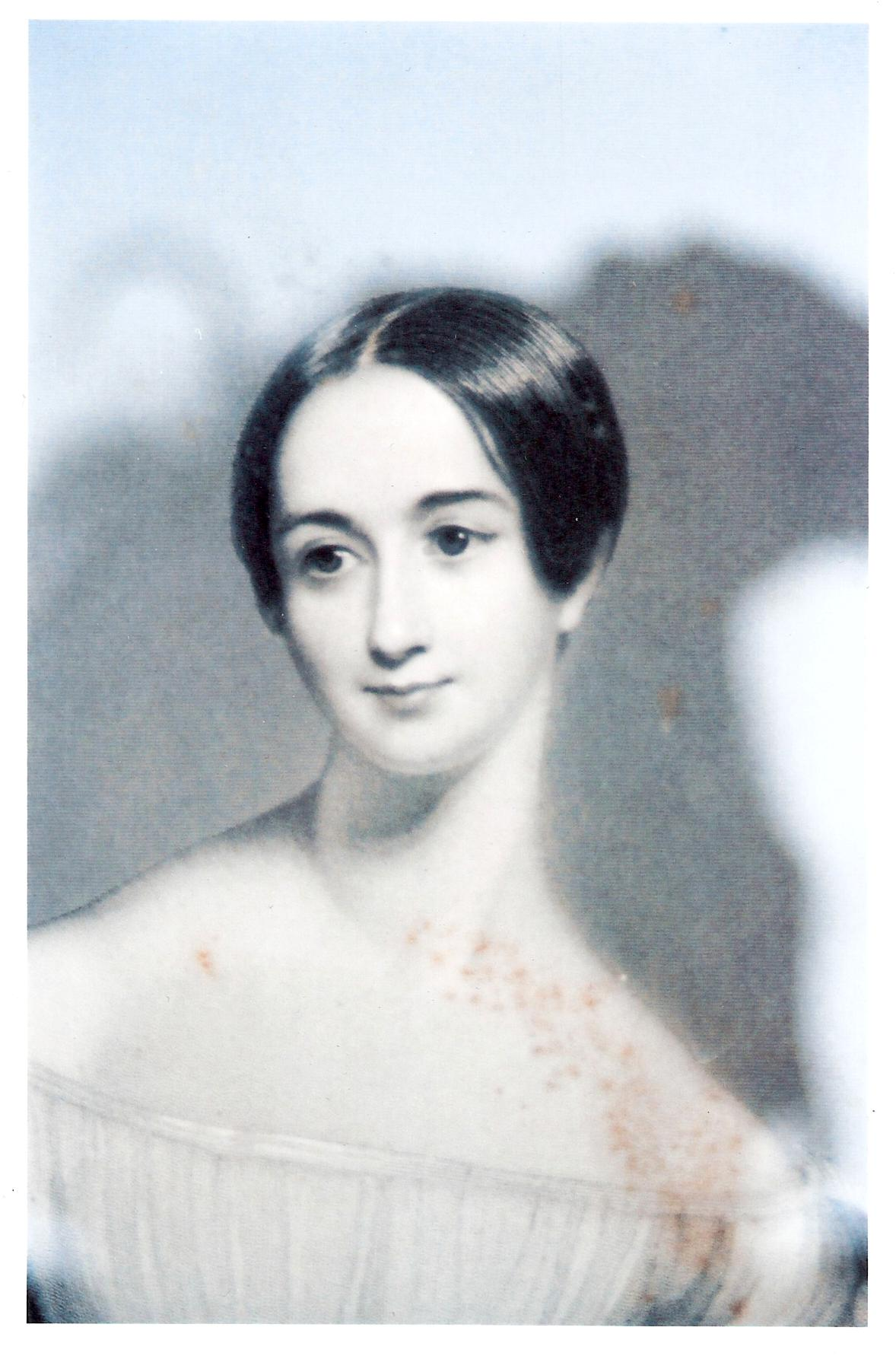
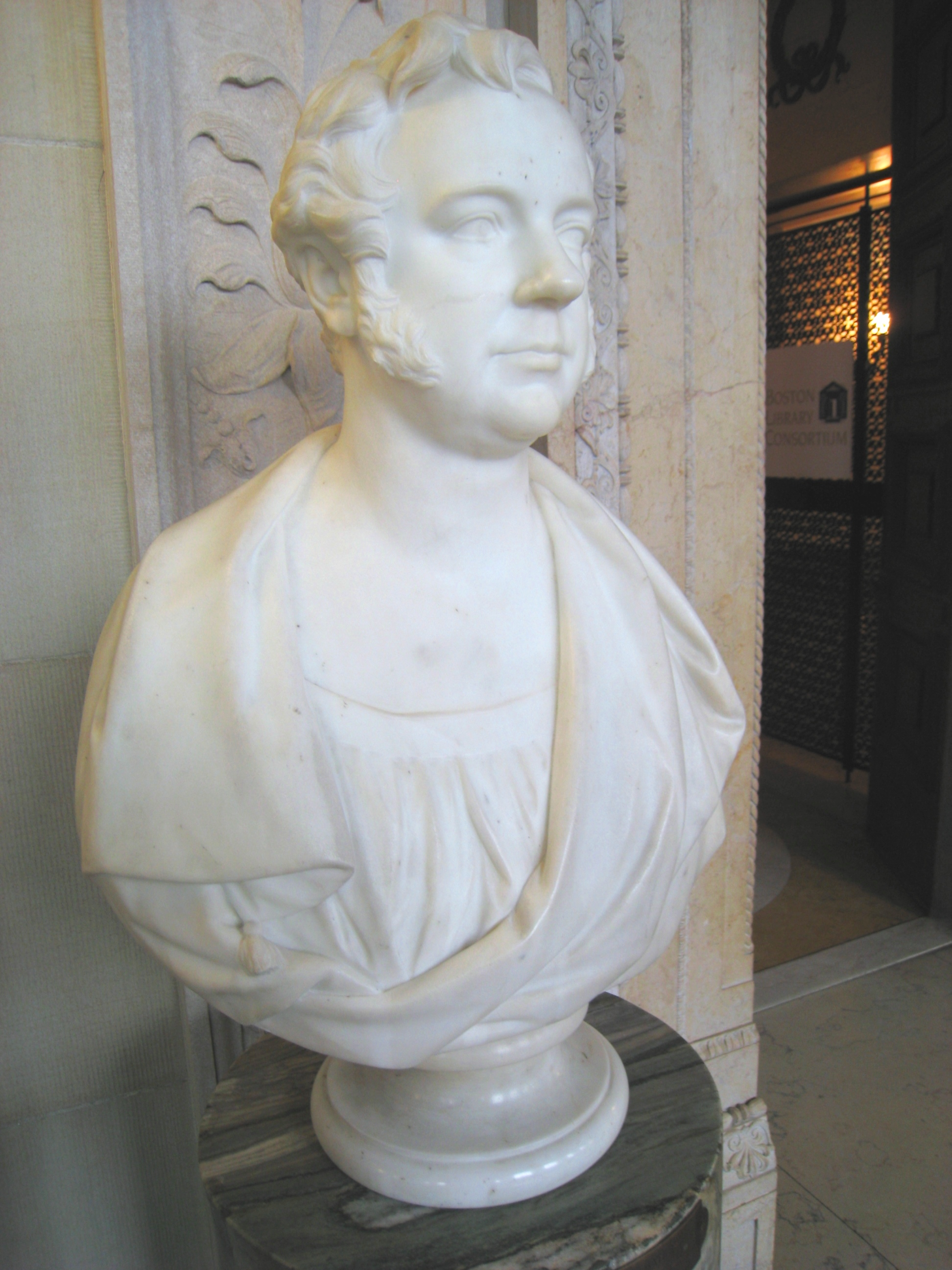